# 甲賀市立朝宮小学校
甲賀市立朝宮小学校（こうかしりつ あさみやしょうがっこう）は、滋賀県甲賀市にある市立の小学校。略称は朝小

## 所在地
- 滋賀県甲賀市信楽町下朝宮268番地[1]

## 沿革
- 明治8年11月14日 - 誓光寺（上朝宮）、徳源寺（下朝宮）の寺子屋を仮校舎にして学校設立[2]
- 明治9年 - 朝宮学校に改称
- 明治19年 - 簡易科朝宮東小学校に改称
- 明治23年 - 朝宮東尋常小学校に改称
- 明治38年 - 朝宮小学校に改称
- 明治39年 - 朝宮尋常高等小学校に改称
- 昭和16年 - 朝宮国民学校に改称
- 昭和22年 - 朝宮村立朝宮小学校に改称
- 昭和29年 - 信楽町立朝宮小学校に改称
- 平成16年10月1日 - 甲賀市立朝宮小学校に改称

## 校区
この小学校の校区は以下の通り。
信楽町上朝宮、信楽町下朝宮、信楽町宮尻

## 学校教育目標
- たくましい心身と郷土への誇りを持ち、未来を切り拓く[4]
- 自ら学ぶ、心豊かで、たくましい子どもの育成

## 学校の特徴
- 標高300～500メートルの山地にあり、地域のほとんどが山林、丘陵地は茶畑になっている環境で、へき地教育研究大会の発表等を行っている[5]。
- 学校所有の茶畑で茶の栽培、茶を通した学習を中心とする地域に根ざした学習に取り組む。
- 焼き物の窯で児童の作品を薪で焚く。
- 交通安全を願う折鶴運動や地域に残る民謡「朝宮の唄」の継承を行う。